# やまと (フェリー・初代)
やまとは、阪九フェリーが運航していたフェリー。本項目では、2003年就航の初代を取り扱う。

## 概要
ニューはりま、ニューせとの代船として三菱重工業下関造船所で建造され、2003年3月27日に「ニューはりま」と交代で神戸 - 北九州航路に就航した。
2020年3月10日就航の新造船「せっつ」就航に伴い引退。引退後は当初スウェーデン・ステナライン系列のStena RoRoへ売却され改装の後「Stena Nova」として就航予定となっていたが、2021年にフィリピンの2GO Travelに売却され「2GO Maligaya」として就航。

## 船内
| クラス   | 部屋数   | 設備                                                   |
| -------- | -------- | ------------------------------------------------------ |
| 特等室   | 2名×4室  | バス・トイレ・テレビ付                                 |
| 1等洋室  | 2名×32室 | テレビ付、身体障害者専用室・レディース禁煙室の設定あり |
| 1等和室  | 3名×12室 | テレビ付                                               |
| 2等指定A | 1名×36室 | テレビ付                                               |
| 2等指定B | 4名×30室 | テレビ付、2段ベッド、レディース禁煙室の設定あり        |
| 2等指定B | 1名×20室 |                                                        |
| 2等室    | 15室     | レディース禁煙室の設定あり                             |

### 船内設備
パブリックスペース
- 案内所
- エントランスロビー
- プロムナード
- キッズルーム
- リラックスルーム

供食・物販設備
- 売店
- レストラン

娯楽設備
- カラオケルーム
- ゲームコーナー

入浴設備
- 展望浴室
- シャワールーム